# Tom Whittaker (Fußballspieler)
Thomas James „Tom“ Whittaker MBE (* 21. Juli 1898 oder 1896 in Aldershot; † 24. Oktober 1956 in London) war ein englischer Fußballspieler und -trainer.

## Leben und Karriere
Der in Newcastle-upon-Tyne aufgewachsene Engländer begann seine Spielerkarriere als Schiffsbautechniker in der Mannschaft der Firma, in der er arbeitete. Im Ersten Weltkrieg diente er zuerst in der Britischen Armee und später in der Royal Navy, um dort Fußball zu spielen. Im November 1919 begann er seine Profikarriere und unterschrieb einen Vertrag beim FC Arsenal. Sein Debüt für die Gunners gab er am 6. April 1920 gegen West Bromwich Albion. Erst jetzt gab er seine Arbeit als Ingenieur auf.
Im Jahr 1925 war er Teil der englischen Nationalmannschaft, die eine Tour durch Australien machte. Bei einem Spiel in Wollongong verletzte er sich so schwer am Knie, dass er seine aktive Laufbahn beenden musste. Nach dieser Verletzung und seinem vorzeitigen Karriereende wurde er Co-Trainer von Herbert Chapman bei Arsenal. Nach dem Tod von Chapman im Jahre 1934 war er Co-Trainer von George Allison und bei der englischen Nationalmannschaft.
Im Zweiten Weltkrieg diente er in der Royal Air Force im Rang eines Majors. Für seine Dienste am D-Day wurde er mit dem Order of the British Empire ausgezeichnet. Nach dem Krieg wurde er im Jahre 1947 Cheftrainer des FC Arsenal und unter seiner Regentschaft als Trainer wurden die Gunners zwei Mal englischer Meister und ein weiteres Mal englischer Pokalsieger. 1956, als er noch im Amt war, starb Tom Whittaker an einem Herzinfarkt im Alter von 58 Jahren.
Posthum wurde 1957 seine Autobiografie The Arsenal Story veröffentlicht.

### Erfolge
als Trainer 
- 2 × Englischer Meister mit dem FC Arsenal (1948, 1953)
- 1 × Englischer Pokalsieger mit dem FC Arsenal (1950)